# Arkadi Michailowitsch Zinman
Arkadi Michailowitsch Zinman (russisch Аркадий Михайлович Цинман, eigentlich Aron Israilewitsch Zinman, russisch Арон Израилевич Цинман; * 1. März 1909 in Riga; † 19. Juni 1985 in Moskau) war ein sowjetischer Theater- und Film-Schauspieler.

## Leben
Zinman wurde im heutigen Lettland geboren, aufgrund des Ersten Weltkrieges floh die Familie aber ins ukrainische Schytomyr. Als Jugendlicher entwickelte sich Zinmans Liebe zum Theater. 1929 zog er nach Leningrad, besuchte dort das Polytechnikum und arbeitete parallel als Techniker am Opernhaus. 1931 siedelte Zinman nach Moskau über, wo er in die ökonomische Fakultät der Planowakademie eintrat und nebenbei als Elektromonteur am Bolschoi-Theater arbeitete. 1932 legte er das Examen am Technikum des Moskauer Akademischen Staatstheaters ab, besuchte bis 1936 dessen Schauspielschule und trat danach ein Jahr an diesem Haus auf. Danach war er bis 1938 am Staatstheater der  Burjatonischen ASSR aktiv und gab dort in Gogols Der Revisor mit Ljapkin-Tjapkin und Semljanika seine ersten bedeutenden Rollen. Bis 1942 spielte Zinman am Moskauer Satiretheater, das zu dieser Zeit u. a.für die Angehörigen der Roten Armee auftrat, und bis 1945 am Moskauer Miniaturtheater. Infolge seiner Mitte der 40er Jahre beginnenden Filmlaufbahn wechselte Zinman 1946 an das Moskauer Staatstheater der Kinodarsteller, wo er bis 1976 wirkte.
Sein Filmdebüt gab Zinman 1944 als Fotokorrespondent in Небо Москвы (Nebo Moskwy), jedoch erst seine siebente Filmrolle in Frühling (1947) brachte ihm eine Nennung in den Credits ein. Zinman war einem internationalen Publikum v. a. durch seine Rollen in vier Werken Alexander Rous präsent, hatte aber bereits 1946 in Alexander Ptuschkos preisgekröntem Märchenfilm Die steinerne Blume einen kurzen Auftritt. Außerdem war Zinman an den Literaturverfilmungen Die russische Frage (1948) nach Konstantin Simonow, Die Grille (1955) nach Anton Tschechow und Anna Karenina (1967) nach Lew Tolstoi beteiligt, ebenso an dem Monumentalfilm Das unvergeßliche Jahr 1919 (1951). Neben seiner Tätigkeit vor der Kamera, die ausschließlich Nebenrollen umfasste, war Zinman als Synchronsprecher in der russischsprachigen Fassung des rumänischen Films Doua lozuri (1957) zu hören. Seine Filmografie umfasst nahezu 50 Werke, zuletzt die sowjetisch-italienische Produktion Das Leben ist wunderbar (1979).
Zinman war seit 1941 Mitglied der KPdSU und gehörte ab dem 31. Oktober 1959 auch der Vereinigung der sowjetischen Filmschaffenden an. Er starb im Sommer 1985 im Alter von 76 Jahren, seine Urne wurde auf dem Wagankowoer Friedhof, Abschnitt 31, beigesetzt.

## Filmografie (Auswahl)
- 1946: Die steinerne Blume (Kamenny zwetok)
- 1946: Der Schwur (Kljatwa)
- 1946: Liebe siegt (Starinny wodewil)
- 1946: Söhne (Synowja)
- 1947: Der Weg zum K.O. (Perwaja pertschatka)
- 1947: Frühling (Wesna)
- 1948: Die russische Frage (Russki wopros)
- 1948: Der dritte Schlag (Treti udar)
- 1949: Die Welt soll blühen (Mitschurin)
- 1951: Das unvergeßliche Jahr 1919 (Nesabywajemy 1919 god)
- 1955: Der Weltmeister (Tschempion mira)
- 1955: Die Grille (Poprygunja)
- 1956: Dragozenny podarok
- 1961: Die grüne Patrouille (Soljony patrul)
- 1964: Im Königreich der Zauberspiegel (Korolewstwo kriwych serkal)
- 1967: Anna Karenina (Anna Karenina)
- 1968: Die Treue einer Mutter (Wernost materi)
- 1968: Feuer, Wasser und Posaunen (Ogon, woda i… mednyje truby)
- 1969: Der Fall Boris Sawinkow (Krach)
- 1970: Die schöne Warwara (Warwara-krassa, dlinnaja kossa)
- 1972: Kampf nach dem Sieg (Boi posle pobedy)
- 1973: Der Hirsch mit dem goldenen Geweih (Solotyje roga)
- 1979: Das Leben ist wunderbar (Жизнь прекрасна)